# Ricardo Grigore
Ricardo Florin Grigore (sinh ngày 7 tháng 4 năm 1999) là một cầu thủ bóng đá người România thi đấu cho Dinamo București ở vị trí hậu vệ.